# Случаят в Аби Грейндж
„Случаят в Аби Грейндж“ (на английски: The Adventure of the Abbey Grange) е разказ на писателя Артър Конан Дойл за известния детектив Шерлок Холмс. Включен е в книгата „Завръщането на Шерлок Холмс“, публикувана през 1905 година.

## Сюжет
Внимание:  Текстът по-долу разкрива сюжета на произведението (или части от него)!
Към Шерлок Холмс за помощ се обръща младия инспектор Станли Хопкинс. Той разследва обира и убийството в Аби Грейндж. Холмс и Уотсън веднага отиват на местопрестъплението, където те са посрещнати от Хопкинс. Съпругата на сър Юстъс Бракънстол, която е и жертва, и свидетел на убийството, разказва за подробно за инцидента.
Преди падането на нощта, в трапезарията тя е била нападната от трима мъже, един по-възрастен и двама по-млади. На лейди Бракънстол и се е сторило, че нова са баща и двама сина. За да не вика, жената е ударена по лицето и е припаднала, а когато идва в съзнание, вижда, че е завързана за стола. В това време, нейният съпруг влиза в стаята и се хвърля върху един от крадците. Но по-възрастния крадец удря по главата сър Юстас със стоманения ръжен толкова силно, че той се огъва. След това престъпниците пият вино и, забравяйки всички сребърни прибори, изчезват.
Хопкинс предполага, че тези разбойници са бандата на Рандъл, който е добре познат на полицията. В допълнение, Хопкинс разказва на Холмс, че убития сър Юстас е бил много груб и жесток човек, пияница, и постоянно е биел жена си. Холмс набързо разглежда сцената и предлага на Уотсън да се връщат обратно в Лондон. Въпреки това, вече във влака, Уотсън вижда, че Холмс се измъчва мислейки за нещо. Изведнъж, още на първата спирка, Холмс казва на Уотсън да слязат и веднага се връщат в Аби Грейндж.
Холмс за втори път внимателно изследва местопроизшествието. След преразглеждане на всички открити следи, той казва на Уотсън, че лейди Бракънстол лъже, че е имало само един човек, който е и убил сър Юстас. Холмс се опитва да убеди лейди Бракънстол да му разкаже всичко честно, но тя категорично отказва да го направи, като продължава да твърди, че е била нападната от банда разбойници.
Връщайки се обратно в Лондон Холмс посещава параходното дружество, опитвайки се да се намери някой. И на вечерта на Бейкър Стрийт идва някой си капитан Крокър, когото Холмс е открил и го е извикал чрез телеграма. Холмс предлага на капитана да разкаже за убийството на сър Юстас, в противен случай Холмс ще извика полицията. Крокър се съгласява с предложението на Холмс.
Преди няколко години, по време на по морските се пътувания Крокър срещна Мери Фрейзър. Той е страстно се влюбва в нея, но Мери не споделя чувствата му. Скоро след това тя се омъжва и става лейди Бракънстол. Един ден Крокър среща своята стара изгора Мери, която му разказа как сър Юстас издевателства върху ѝ. Капитанът решава да се срещне с Мери, но когато те разговарят тихо, в стаята нахлува сър Юстас. Той удря жена си в лицето с бастуна, и след това се втурва към Крокър. Защитавайки себе си и своята любима, капитан Крокър убива сър Юстас удряйки го с ръжена.
След като изслушва историята на Крокър, Холмс пита Уотсън дали капитанът е виновен. Уотсън уверено отговаря – „Не!“, и тогава Холмс освобождава Крокър, като обещава да не казва нищо на полицията.

## Интересни факти
Както и в разказите „Синият карбункул“, „Загадката на долината Боскум“ и „Дяволският крак“, Шерлок Холмс пуска престъпника на свобода и скрива всичката информация от полицията.

## Адаптации
През 1922 г. разказът е екранизиран във Великобритания в едноименния филм с участието на Ейли Норууд в ролята на Холмс и Хюбърт Уилис в ролята на Уотсън.
Екранизиран е и през 1965 г. в едноименен филм във Великобритания с участието на Дъглас Уилмър в ролята на Холмс и на Найджъл Сток като Уотсън.
Пак във Великобритания е екранизиран през 1986 г. с участието на Джеръми Брет в ролята на Холмс и Едуард Хардуик като Уотсън. 